# Manota procera
Manota procera är en tvåvingeart som beskrevs av Heikki Hippa 2006. Manota procera ingår i släktet Manota och familjen svampmyggor. Inga underarter finns listade i Catalogue of Life.